# Bahnstrecke Meppel–Groningen
| |                      |                                                     |                                                     |
| Streckenlänge: | 77 km                |                                                     |                                                     |
| Spurweite: | 1435 mm (Normalspur) |                                                     |                                                     |
| Stromsystem: | 1,5 kV =             |                                                     |                                                     |
| Streckengeschwindigkeit: | 140 km/h             |                                                     |                                                     |
| |                      |                                                     |                                                     |
| \| \| \| von Arnhem \| \| \| \| 0 \| Meppel \| Meppel \| \| \| \| nach Leeuwarden \| \| \| \| \| A 32 \| \| \| \| 5,00 \| Ruinerwold (bis 1933) \| Ruinerwold (bis 1933) \| \| \| 8,10 \| Koekange (bis 1938, 1940) \| Koekange (bis 1938, 1940) \| \| \| 14,47 \| Echten (bis 1934) \| Echten (bis 1934) \| \| \| \| A 28 \| \| \| \| 19,82 \| Hoogeveen \| Hoogeveen \| \| \| 27,61 \| Wijster (1895 bis 1938) \| Wijster (1895 bis 1938) \| \| \| 33,76 \| Beilen (bis 1938, seit 1940) \| Beilen (bis 1938, seit 1940) \| \| \| 36,00 \| Oranjekanaal (1921 bis 1934) \| Oranjekanaal (1921 bis 1934) \| \| \| 40,40 \| Hooghalen (bis 1938) \| Hooghalen (bis 1938) \| \| \| 41,20 \| ehem. nach Durchgangslager Westerbork \| ehem. nach Durchgangslager Westerbork \| \| \| \| A 33 \| \| \| \| 49,00 \| Assen \| Assen \| \| \| \| ehem. Bahnstrecke Gasselternijveen–Assen (bis 1947) \| \| \| \| 56,80 \| Oudemolen (bis 1938) \| Oudemolen (bis 1938) \| \| \| 60,03 \| Vries-Zuidlaren (bis 1938, 1948 bis 1952) \| Vries-Zuidlaren (bis 1938, 1948 bis 1952) \| \| \| \| Provinzgrenze Drenthe–Groningen \| \| \| \| 66,00 \| De Punt (bis 1936) \| De Punt (bis 1936) \| \| \| \| nach Waterhuizen \| nur GV \| \| \| 71,00 \| Haren (alt) (bis 1936) \| Haren (alt) (bis 1936) \| \| \| 71,23 \| Haren (seit 1968) \| Haren (seit 1968) \| \| \| \| von Nieuweschans \| \| \| \| 74,00 \| Groningen Europapark (seit 2007) \| Groningen Europapark (seit 2007) \| \| \| 76,87 \| Groningen \| Groningen \| \| \| \| nach Delfzijl und nach Harlingen \| \| |                      |                                                     |                                                     |
| Strecke |                      | von Arnhem                                          | von Arnhem                                          |
| Bahnhof | 0                    | Meppel                                              | Meppel                                              |
| Abzweig geradeaus und nach links |                      | nach Leeuwarden                                     | nach Leeuwarden                                     |
| Brücke |                      | A 32                                                | A 32                                                |
| ehemaliger Haltepunkt / Haltestelle | 5,00                 | Ruinerwold (bis 1933)                               | Ruinerwold (bis 1933)                               |
| ehemaliger Bahnhof | 8,10                 | Koekange (bis 1938, 1940)                           | Koekange (bis 1938, 1940)                           |
| ehemaliger Haltepunkt / Haltestelle | 14,47                | Echten (bis 1934)                                   | Echten (bis 1934)                                   |
| Brücke |                      | A 28                                                | A 28                                                |
| Bahnhof | 19,82                | Hoogeveen                                           | Hoogeveen                                           |
| ehemaliger Haltepunkt / Haltestelle | 27,61                | Wijster (1895 bis 1938)                             | Wijster (1895 bis 1938)                             |
| Bahnhof | 33,76                | Beilen (bis 1938, seit 1940)                        | Beilen (bis 1938, seit 1940)                        |
| ehemaliger Haltepunkt / Haltestelle | 36,00                | Oranjekanaal (1921 bis 1934)                        | Oranjekanaal (1921 bis 1934)                        |
| ehemaliger Haltepunkt / Haltestelle | 40,40                | Hooghalen (bis 1938)                                | Hooghalen (bis 1938)                                |
| Abzweig geradeaus und ehemals nach rechts | 41,20                | ehem. nach Durchgangslager Westerbork               | ehem. nach Durchgangslager Westerbork               |
| Strecke mit Straßenbrücke |                      | A 33                                                | A 33                                                |
| Bahnhof | 49,00                | Assen                                               | Assen                                               |
| Abzweig geradeaus und ehemals nach rechts |                      | ehem. Bahnstrecke Gasselternijveen–Assen (bis 1947) | ehem. Bahnstrecke Gasselternijveen–Assen (bis 1947) |
| ehemaliger Haltepunkt / Haltestelle | 56,80                | Oudemolen (bis 1938)                                | Oudemolen (bis 1938)                                |
| ehemaliger Bahnhof | 60,03                | Vries-Zuidlaren (bis 1938, 1948 bis 1952)           | Vries-Zuidlaren (bis 1938, 1948 bis 1952)           |
| Grenze |                      | Provinzgrenze Drenthe–Groningen                     | Provinzgrenze Drenthe–Groningen                     |
| ehemaliger Bahnhof | 66,00                | De Punt (bis 1936)                                  | De Punt (bis 1936)                                  |
| Abzweig geradeaus und nach rechts |                      | nach Waterhuizen                                    | nur GV                                              |
| ehemaliger Bahnhof | 71,00                | Haren (alt) (bis 1936)                              | Haren (alt) (bis 1936)                              |
| Bahnhof | 71,23                | Haren (seit 1968)                                   | Haren (seit 1968)                                   |
| Abzweig geradeaus und von rechts |                      | von Nieuweschans                                    | von Nieuweschans                                    |
| Bahnhof | 74,00                | Groningen Europapark (seit 2007)                    | Groningen Europapark (seit 2007)                    |
| Bahnhof | 76,87                | Groningen                                           | Groningen                                           |
| Strecke |                      | nach Delfzijl und nach Harlingen                    | nach Delfzijl und nach Harlingen                    |

Die Bahnstrecke Meppel–Groningen, auch Staatslijn C, ist eine zweigleisige, elektrifizierte Hauptbahn in den Niederlanden und führt von Meppel über Hoogeveen und Assen nach Groningen.
Die etwa 77 Kilometer lange Bahnstrecke ist eine der wichtigsten Verbindungen im Norden der Niederlande.

## Geschichte
Die Strecke wurde am 1. Mai 1870 eröffnet und ist seit 1952 elektrifiziert. Die Höchstgeschwindigkeit liegt bei 140 km/h. Ab Oktober 1942 bauten die Nederlandse Spoorwegen ein Anschlussgleis in das Durchgangslager Westerbork, das dieses mit der Bahnstrecke Meppel–Groningen verband. Dieser Gleisanschluss und der Bahnhof Hooghalen sowie weitere kleine Bahnhöfe und Haltepunkte gibt es heute nicht mehr.
In den 1970er Jahren fanden durch molukkischen Terroristen zwei Zugentführungen auf dieser Bahnstrecke statt. Die erste Zugentführung in Wijster war eine Geiselnahme, die am 2. Dezember 1975 nahe dem Dorf Wijster in der heutigen Gemeinde Midden-Drenthe in der Provinz Drenthe stattfand. Die zweite Zugentführung von De Punt begann am 23. Mai 1977 und fand in der Nähe der Ortschaft De Punt bei Glimmen an der Grenze zwischen den Provinzen Groningen und Drenthe statt.

Galerie
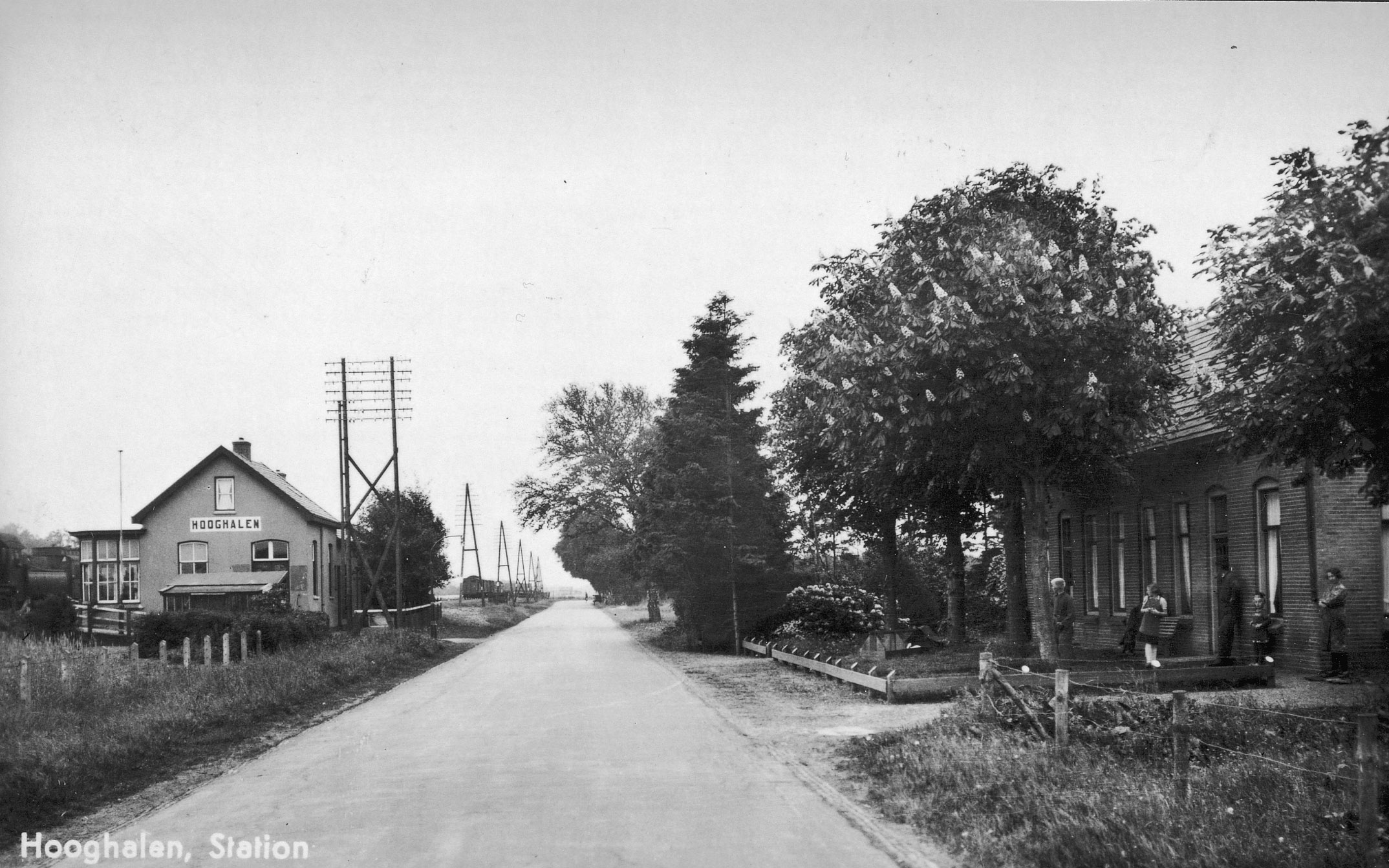
Bahnhof Hooghalen vor 1938
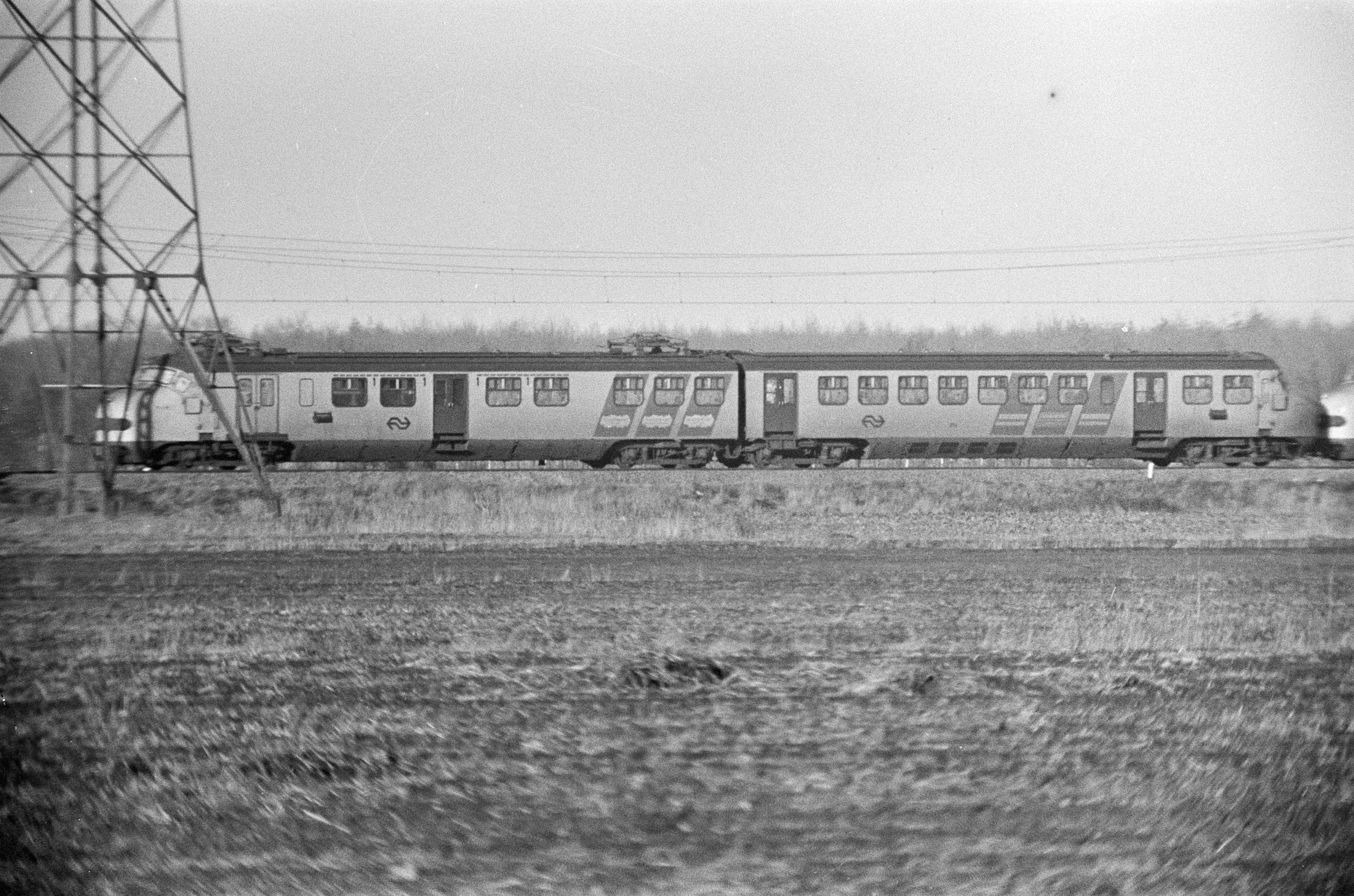
Zugentführung in Wijster (1975)
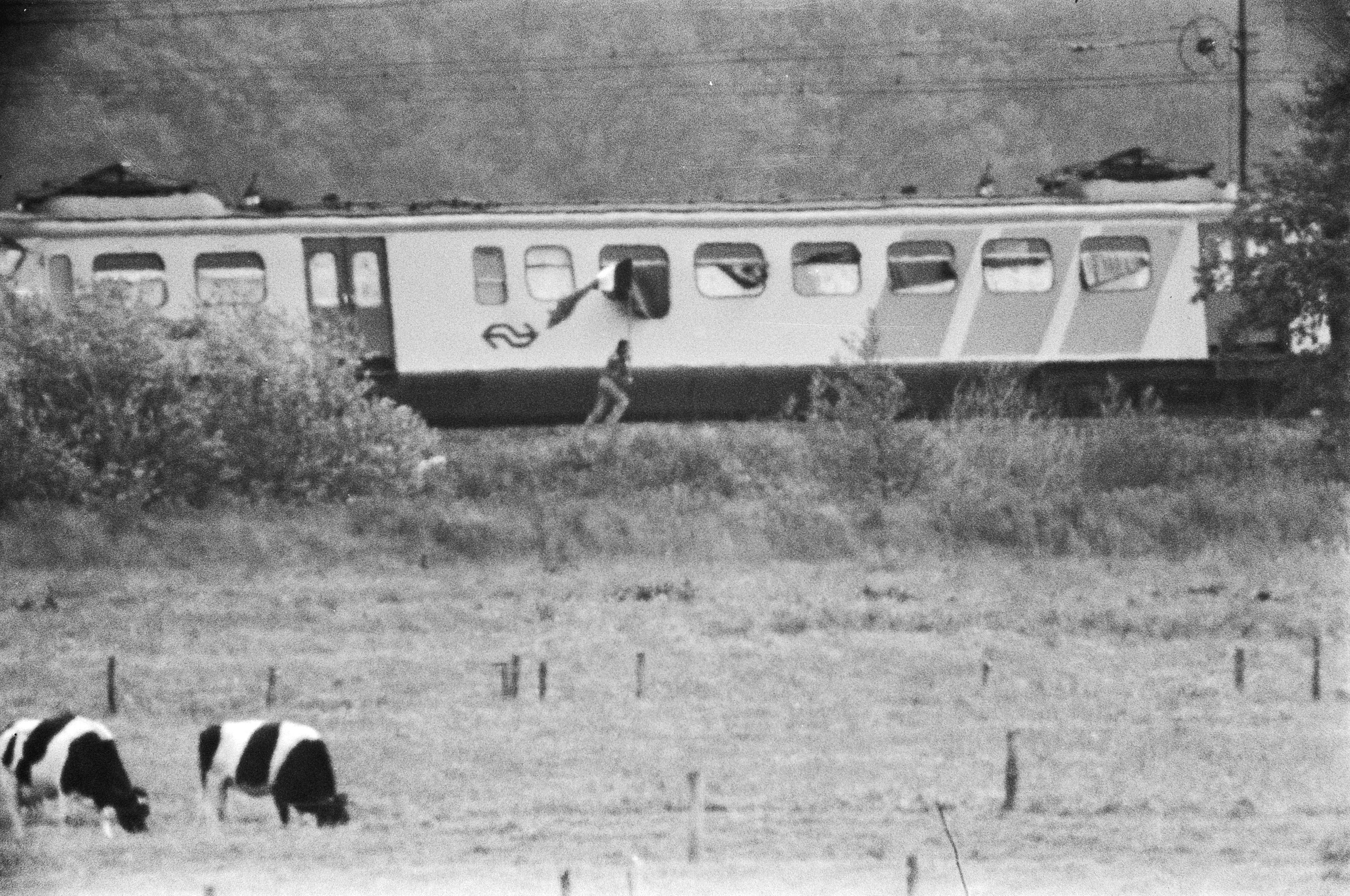
Zugentführung von De Punt (1977)

## Zugverkehr
Momentan verkehren auf der Strecke Intercity-Züge von Groningen nach Schiphol bzw. nach Den Haag Centraal sowie Rotterdam Centraal. Außerdem pendelt der Sprinter von Groningen nach Zwolle sowie in Hauptverkehrszeiten von Groningen nach Assen.